# Station Miramas
Station Miramas is een spoorwegstation in de Franse gemeente Miramas.